# Tomasz Leśniak
Tomasz Leśniak (* 3. Oktober 1979) ist ein ehemaliger polnischer Radrennfahrer.
Tomasz Leśniak begann seine Karriere 2002 bei der Mannschaft Ambra-Obuwie-SNC Odziez. In der Saison 2004 gewann er für sein Radsportteam Dominscout-Sniezka-Lody eine Etappe bei der Tour of China. 2006 fuhr Leśniak für das polnische Continental Team MBK-Cycles-Scout und ab 2007 für Weltour. In diesem Jahr dort er eine Etappe bei der Ungarn-Rundfahrt für sich entscheiden.

## Erfolge
2004
- eine Etappe China-Rundfahrt

2007
- eine Etappe Ungarn-Rundfahrt

## Teams
- 2002 Ambra-Obuwie-SNC Odziez
- 2003 Weltour-Radio Katowice
- 2004 Dominscout-Sniezka-Lody
- 2005 Paged-MBK-Scout (ab 01.06.)
- 2006 MBK-Cycles-Scout
- 2007 Weltour